# Fagopyrum gracilipes
Fagopyrum gracilipes là một loài thực vật có hoa trong họ Rau răm. Loài này được (Hemsl.) Dammer mô tả khoa học đầu tiên năm 1900.